# Genki Dean
Roderick Genki Dean (ディーン元気, Dean Roderick Genki, né le 30 décembre 1991 à Kobé) est un athlète japonais, spécialiste du lancer de javelot. Son club est le 市尼崎高.
Sa mère est japonaise et son père anglais, de Chester-le-Street.
Avec un record personnel de 74,06 m, à la 3e place des Championnats nationaux à Marugame le 6 juin 2010, il devient vice-champion du monde junior à Moncton en s'améliorant à 76,44 m.
L'année suivante à Kobé, lors des Championnats d'Asie d'athlétisme 2011, il termine 7e en 76,20 m.
Son record est de 79,20 m à Kumagaya le 12 juin 2011, lors des Championnats du Japon (2e), juste après un 79,10 lors des Championnats du Kanto à Tokyo en mai et après avoir réalisé 78,57 m à Kitakyūshū le 3 novembre 2010, en battant le record national du Japon junior derrière Yukifumi Murakami (78,65 m). Il porte ce record à 79,20 m à Kumagaya le 12 juin 2011.
Cependant, il ne termine que 7e des Championnats d'Asie à Kobé le 10 juillet (76,20 m) et se qualifie pour la finale des Universiades de Shenzhen le 19 août pour terminer à la dernière et 12e place en 73,44 m. Il porte son record à 84,28 m à Hiroshima le 29 avril 2012 et confirme en remportant le Golden Grand Prix de Kawasaki.

## Palmarès
| Date | Compétition         | Lieu     | Résultat | Marque  |
| ---- | ------------------- | -------- | -------- | ------- |
| 2011 | Championnats d'Asie | Kobe     | 7e       | 76,20 m |
| 2023 | Championnats d'Asie | Bangkok  | 1er      | 83,15 m |
| 2023 | Jeux asiatiques     | Hangzhou | 3e       | 82,68 m |

## Records
| Épreuve           | Marque  | Lieu      | Date          |
| ----------------- | ------- | --------- | ------------- |
| Lancer du javelot | 84,28 m | Hiroshima | 29 avril 2012 |